# Мезоамериканська система бар'єрних рифів

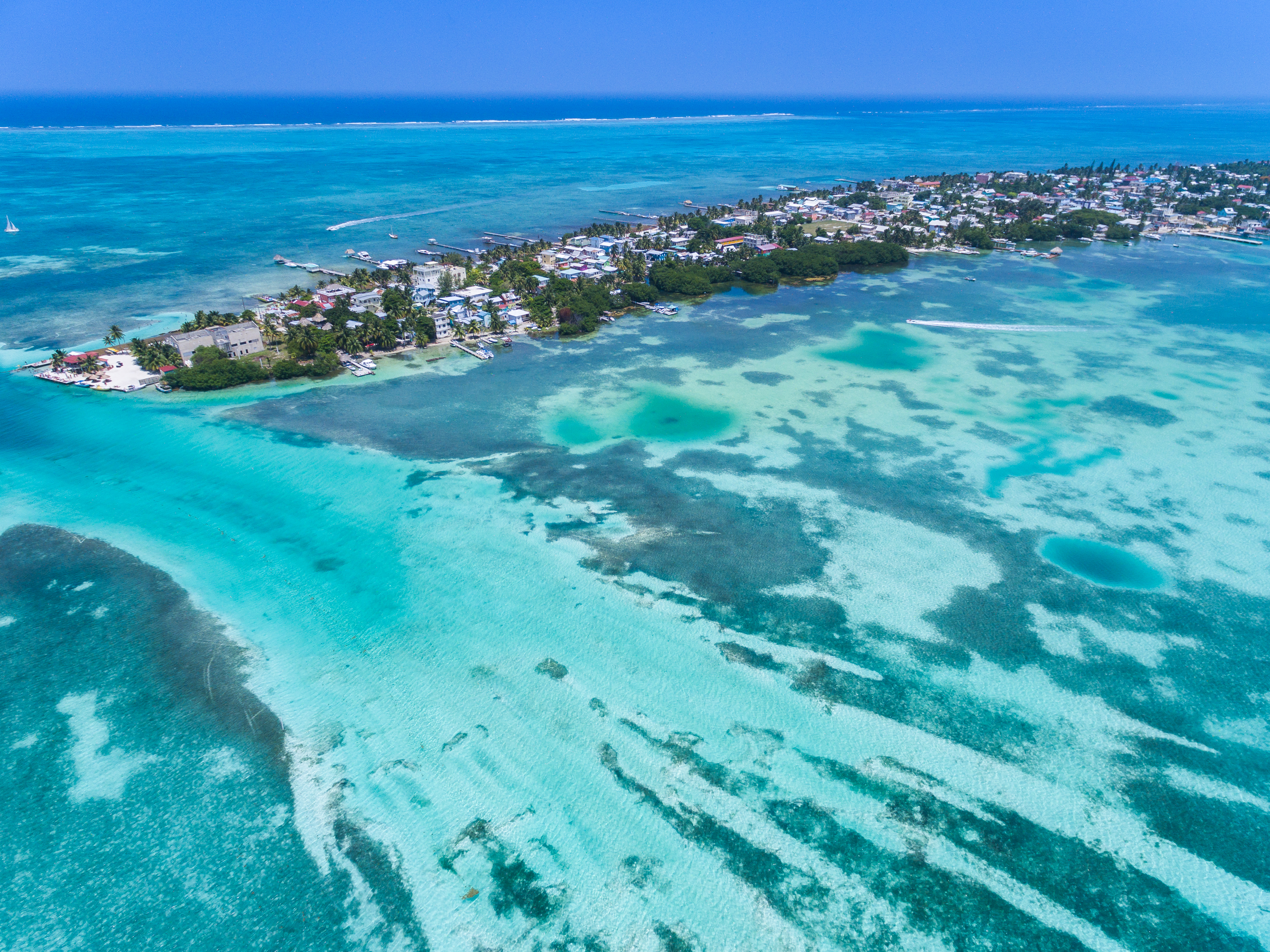
Вид на кораловий острів Кайє-Колкер (Беліз)

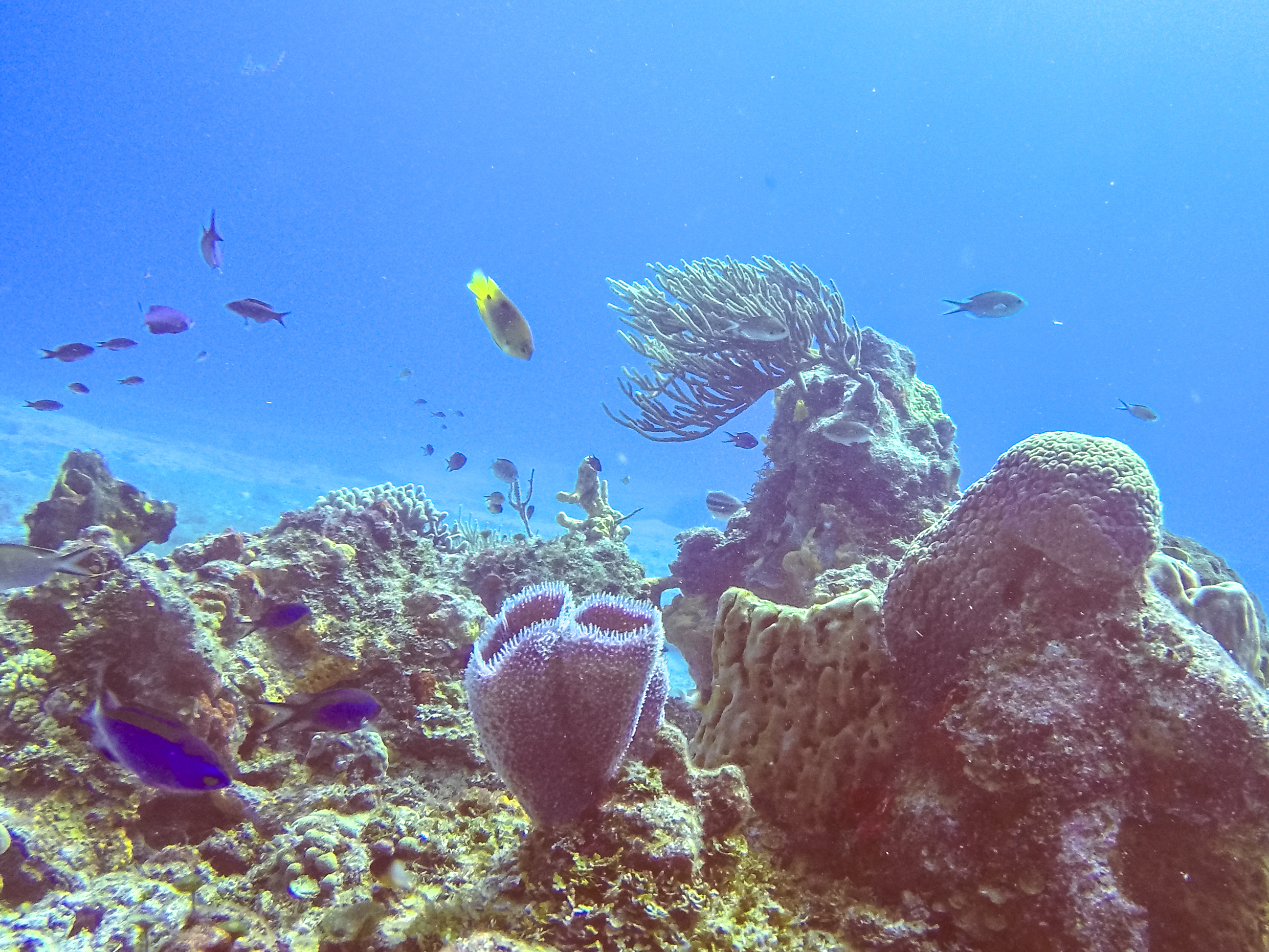
Кораловий риф у національному парку Арресіфес-де-Косумель

Мезоамериканський Бар'єрний риф (відомий також як Великий риф мая) ― морський регіон, який простягається понад 1126 км вздовж узбережжя Мексики, Беліза, Гватемали та Гондурасу від острова Контой на північному краю півострова Юкатан на південь до Белізу, Гватемали та островів затоки Гондурас. 
Система рифів має декілька територій і парків, а саме: Белізький Бар'єрний риф, національний парк Арресіфес-де-Косумель, морський заповідник Холь-Чан (Беліз), біосферний заповідник Сіан-Каан і морський парк Кайос-Кочинос. 
Берегова лінія Белізу, включаючи Белізький Бар'єрний риф, становить близько 30% мезоамериканської системи бар'єрних рифів.
Риф починається неподалік від острова Контой на північному краю півострова Юкатан і прямує на південь уздовж Рив'єри-Мая, включаючи острів Косумель та атол Банко-Чинчорро. 
Потім риф прямує на південь вздовж східного узбережжя Белізу, включаючи безліч островів та атолів і далі до північно-східного узбережжя Гондурасу.

## Біорізноманіття

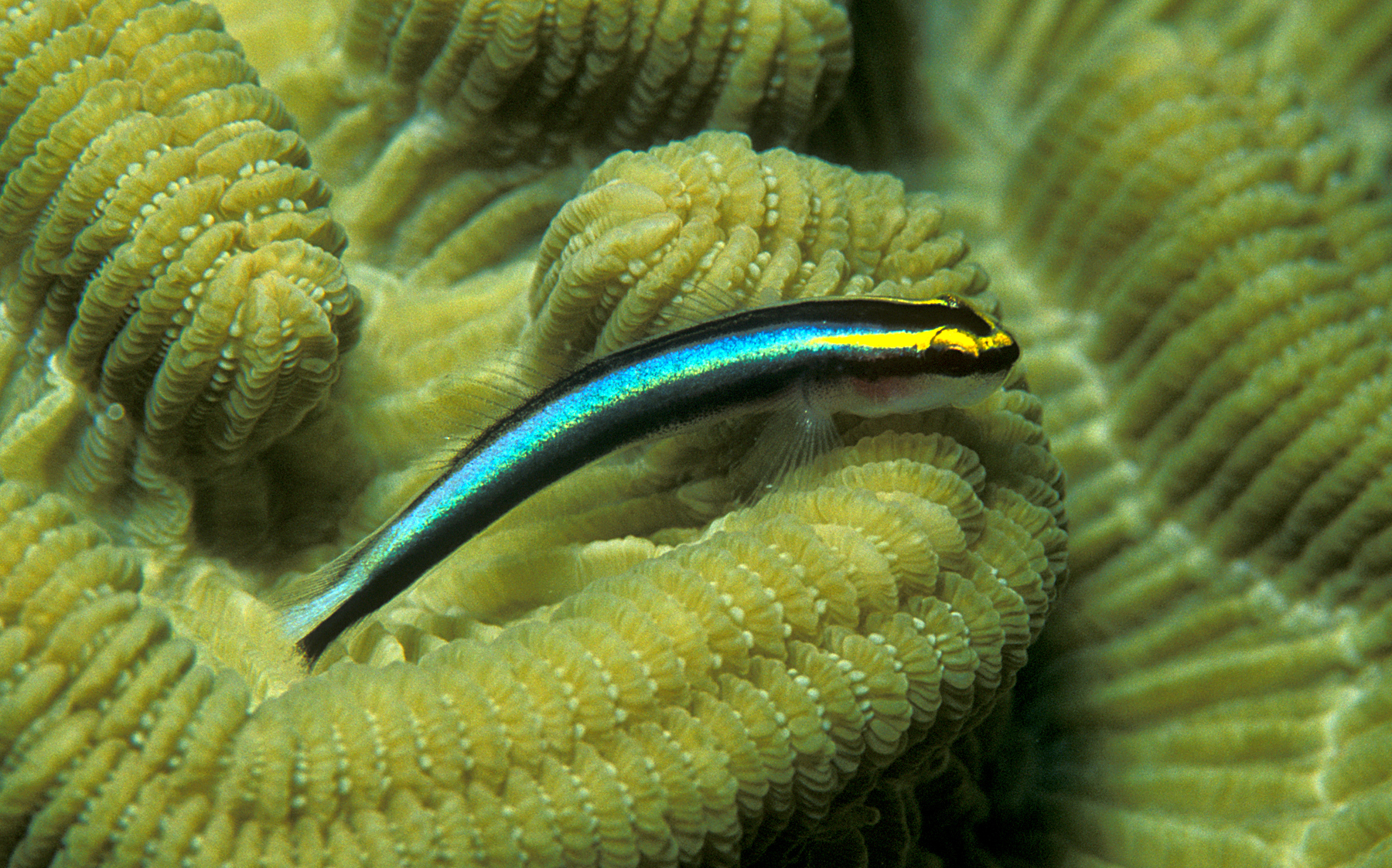
Рифова рибка Elacatinus evelynae у мадрепорового корала Colpophyllia natans

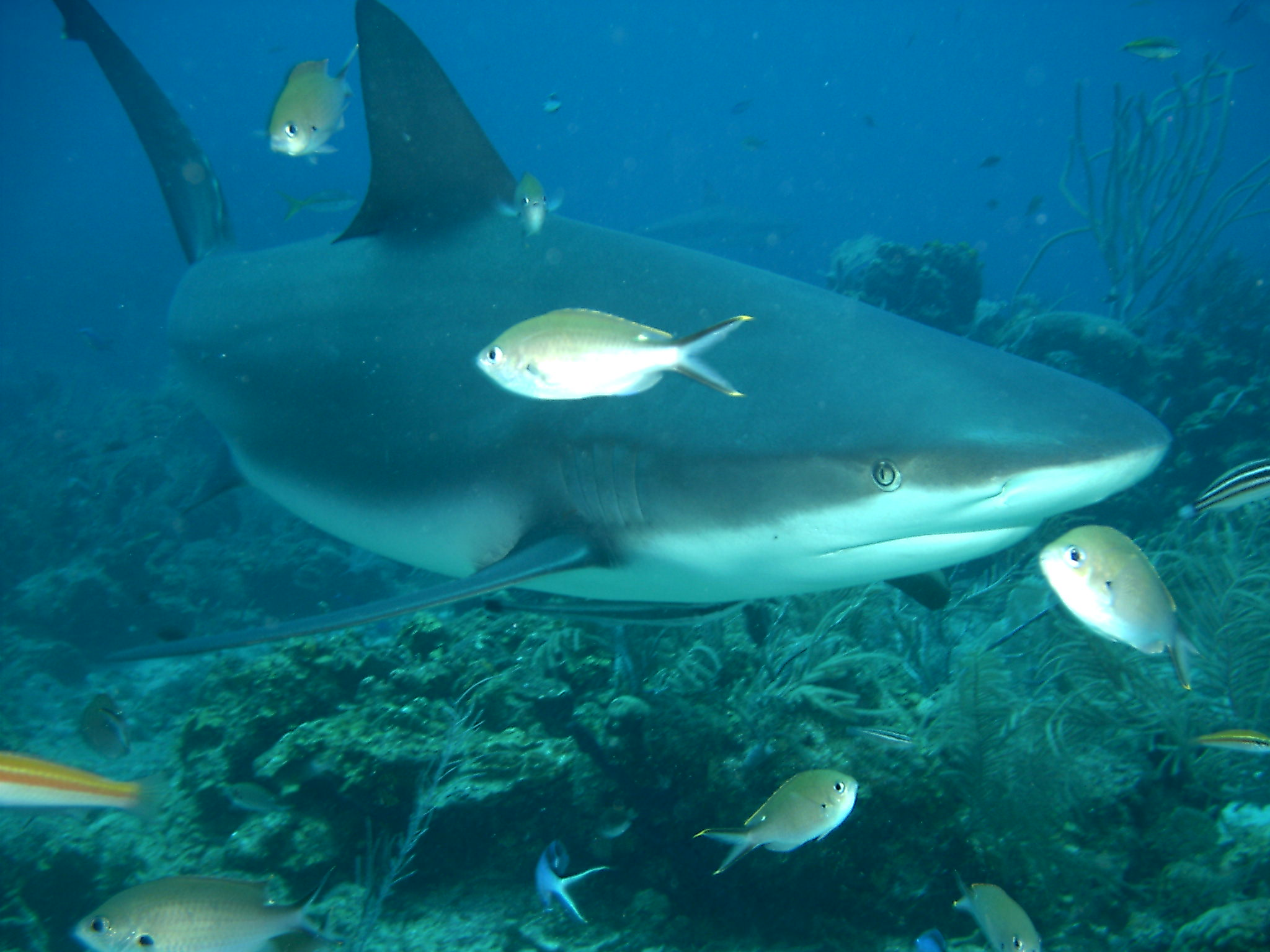
Темнопера сіра акула біля острова Роатан (Гондурас)

Система рифів є домом для понад 65 видів мадрепорових коралів, 350 видів молюсків та понад 500 видів риб 
.
Багато видів, що мешкають у рифах або навколо них, знаходяться під загрозою зникнення або знаходяться під певним ступенем захисту, в тому числі такі як: морські черепахи (зелена черепаха, довгоголова морська черепаха, шкіряста черепаха та бісса), молюск алігер велетенський, американський ламантин, риба Sanopus splendidus, крокодил гострорилий, крокодил центральноамериканський, Epinephelus striatus, корали Acropora palmata і Antipatharia.
Система рифів страждає від вторгнення інвазивних риб крилатки смугастої та індійської, що мешкають в Індо-Тихоокеанському регіоні. 
Крилатки серйозно пошкоджує екосистему рифу, поїдаючи майже всі види, що доглядають рифи, такі як креветки-чистильники та інші види, що харчуються водоростями. 
Ці тварини зберігають корали чистими, живими та вільними від хвороб.
Система рифів є домвікою для однієї з найбільших у світі популяцій ламантинів приблизно від 1000 до 1500.

У деяких північних районах Месоамериканського Бар'єрного рифу біля острова Контой мешкає найбільша риба на планеті — акула китова
.
Зазвичай поодинокі китові акули збираються тут у соціальні групи для харчування та спарювання